# Wolbachia
A Wolbachia nemzetségbe tartozó baktériumok obligát intracelluláris szimbionta szervezetek, melyek különböző ízeltlábúakat fertőznek (rákok, csáprágósok, rovarok), de kimutatták már őket számos fonalféreg fajból is. Becslések szerint a világ rovarfajainak mintegy 65-70%-a fertőzött. A fertőzés általában az anya révén kerül az utódokba, ezért erős szelekciós nyomás hat rá abban az irányban, hogy a gazdaállat utódai nőneműek legyenek. A hím állatok is hordozzák a fertőzést, de a baktérium bennük zsákutcába kerül, ahonnan már általában nem jut tovább az utódokba.

## Morfológia
A Wolbachia egyetlen ismert fertőzési módja tehát az anyából a petesejtbe való fertőzés. Csakhogy például a (Trichogramma génusz) és a bennük élő baktériumok törzsfái alapvetően különböznek. E különbségek arra utalnak, hogy a természetben olykor egyéb, fajok közötti fertőzések is előfordulnak, noha ilyen fertőzést laboratóriumban eddig nem sikerült létrehozni vagy megfigyelni.
A Wolbachia-fertőzések sokféleképpen manipulálhatják az ízeltlábúak szaporodását azért, hogy saját szaporodási esélyüket – mely a gazdafaj anya-leány leszármazásának függvénye – maximalizálják. Képesek például: 
- nősténnyé alakítani (feminizálni) a fertőzött hím gazdaállatokat,
- megakadályozni, hogy a fertőzött nőstény hím utódokat hozzon létre,
- megölni a hím embriókat,
- szűznemzésre kényszeríteni az egyébként váltivarú állatokat,
- inkompatibilitást okozni, vagyis terméketlenné tenni a fertőzött hím és nem-fertőzött nőstény párzását, és ezáltal akadályozni a nem-fertőzött nőstények szaporodását.

Elképzelhető, hogy ez utóbbi hatás hozzájárulhat újabb gazdafajok képződéséhez, hiszen egy korábban egységes rovarfaj kettéválhat egy fertőzött és egy nem-fertőzött fajra. E stratégiák által a Wolbachia-fertőzések alapvetően befolyásolják az ízeltlábúak jelentős részének populáció-dinamikáját és fajképződési mintázatait, így talán a bioszféra legnagyobb hatású mikroorganizmusai közé sorolhatók.
A fentiek alapján érthető, hogy például a petefürkészek szűznemzéssel szaporodó fajaiban a antibiotikum-kezelés hatására megjelennek a hímek és az ivaros szaporodás.

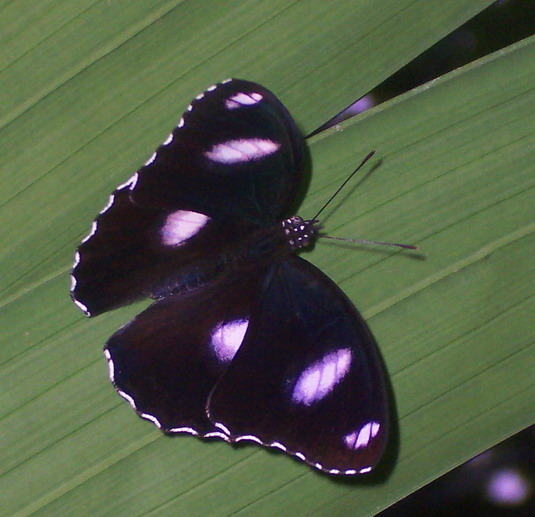
Ázsiai rókalepke hímje. E fajban a báb-szakaszban öli meg a hímeket a fertőzés, ezért a kifejlett lepkék közt már ritkák lehetnek a hímek.

Wolbachia-fertőzések fonalférgekben is előfordulnak, többek között az afrikai Onchocerca fajokban, amelyek az ember és a szarvasmarha legfontosabb kórokozói a trópusi Afrikában. Esetükben a baktérium-féreg kapcsolat szimbiózis jellegű, ezért antibiotikum hatására – a baktériumok pusztulása után – a férgek szaporodásra képtelenné válnak, vagy elpusztulnak.